# Hun nyelv
Az európai hun nyelvről alig vannak nyelvemlékek, ezért nyelvi hovatartozásukat csak találgathatjuk. A tudomány mai álláspontja szerint az európai hunok részben azonosak az ázsiai hsziungnukkal, akiknek egy része nyugat felé haladva nevét megőrizte, de sok más etnikumú népet magába olvaszthatott. A hunok Európában akkor jelentek meg, amikor az eurázsiai sztyeppén az indoeurópai népek (szkíták, szarmaták, szakák, dahák stb.) dominanciáját kezdték megtörni a török népek, de az első török nyelvű birodalom, a türköké, csak a hunok utáni évszázadban alakult ki. A sztyeppén könnyű nevet, vagy nyelvet váltani, nagy óvatossággal kell a nyelvészeti kérdéseket megközelíteni. Gondoljunk például az onogur-bolgárokra, akiket ma szláv bolgárokként ismerünk.

## Hun nyelvű források
A valószínűen multietnikumú hunok által feltételezetten beszélt ókori és kora középkori hun nyelv meghatározása nehéz és nem sok sikerrel kecsegtető feladat, részben, mert igen kevés emléke maradt fenn: leginkább más nyelvű (gót, görög, latin) forrásokból maradt ránk egy-két tucatnyi hun személynév és mindössze három közszó, ez utóbbiak:
- sztrava 'halotti tor' – ez biztosan szláv
- medosz 'mézsör' – ez is valószínűleg szláv
- kamon (καμον) 'árpaital' – ennek eredete teljesen bizonytalan

Ennek alapján nem lehet megállapítani, milyen nyelvet beszéltek.
Egyes amatőr kutatók (Detre Csaba, Tóth Alfréd) egy bővebb hun szójegyzéket tartalmazó, vitatott eredetű Iszfaháni kódexre hivatkoznak, amelyből az tűnik ki, mintha a hun nyelv egy magyar tájszólás lenne a Halotti beszéd stílusában, vagy még közelebb a mai magyar nyelvhez. A szöveg valószínűleg hamisítvány, soha sem létezett.
Ismertek még a Volga-vidéki imenkovi kultúra rovásírásos feliratai a 4–6. századból, ezeket egyes régészek vitatottan a hunoknak tulajdonítják, bár eddig nem sikerült teljesen megfejteni őket. A szövegek rekonstruálásához más sztyeppei népek rovásírásos emlékei szolgálnak alapul, például a Közép-Ázsiában fennmaradt és teljesen megfejtett ótörök nyelvű orkhoni feliratok.

## A nyelvi hovatartozás meghatározásának problémája
A hunok nyelvi hovatartozása nem tisztázott.
Joseph de Guignes (1721–1800) vetette fel először azt az elméletet, hogy a Római Birodalmat is megtámadó hun nép ugyanaz a népcsoport lehetett, mint a kínai történeti forrásokben szereplő hsziungnuk. Ezt a nézetet a The History of the Decline and Fall of the Roman Empire című művében Edward Gibbon tette közismertté.
Ennek alapján a 19. század kutatása a hunok nyelvét török–mongol jellegűnek tartotta (csak a 20. századi közbeszédben vált elterjedtté az altaji nyelvek mai definíciója). A török kutatók nemrégiben is azt feltételezték, hogy a hunok egy olyan török nyelvcsaládba tartozó nyelvet beszéltek, amely a többi török nyelvtől erősen eltérő úgynevezett csuvasos nyelvek közé tartozott. Ilyen volt a középkorban szintén kihalt bolgártörök nyelv és ilyen a mai csuvas nyelv. A 20. században ezt az elméletet erősen támadván megjelentek olyanok is, amelyek valamely szibériai kis nép (osztják, ket) közé sorolták be a nyelvemlékeket. Miután ismertté váltak a késő antik és kora középkori jüecsi (tokhár) és a keleti szkíta (szaka) nyelvek emlékei Belső-Ázsiában, egyre több kutató (például Harmatta János) a szakával és a jüecsivel rokonítja a hun nyelvet, és így a kelet-iráni nyelvek közé sorolja. Egy-egy kortárs kutató (például Ucsiraltu, a Belső-Mongol Egyetem Mongolisztikai Központjának nyelvészprofesszora) felvetette a mongollal rokoníthatóság lehetőségét is.
A kérdés megoldatlan, és egyre valószínűbb, hogy az ázsiai, közép-ázsiai és az európai hun szövetségek keretein belül is több nyelvi réteg szerepelt (összetett birodalmak), változó hangsúlyokkal és egyes vezető réteghez kapcsolható nyelvek dominanciájának változásaival. Az európai hunok között az 5. század közepére a törökségi nyelvek túlsúlya valószínűsíthető, de az elenyészően kevés (főleg személynevekből álló) nyelvemlékek ennek biztos eldöntését megnehezítik.

## Rokonítási kísérletek

### Mongol
„Ucsiraltu professzor elmélete szerint a kétezer évvel ezelőtti hun nyelv a mongol nyelv, illetve annak sok ősi jegyét megőrző nyelvjárása alapján értelmezhető, azzal mutat rokonságot, amely felvetését néhány, évezredekkel ezelőtti archaikus kínai forrásban megőrzött szó magyarázatára és a kínai források tartalmi vizsgálatára alapozza.” A magyarul 2008-ban megjelent könyvében a professzor a déli hsziungnu pecsétek szövegeit közli és a szavak etimológiai vizsgálatával, illetve rekonstrukciójával foglalkozik. Kara György egyetemi tanár, a mongol filológia neves kutatója számos ellenvetést fogalmazott meg Ucsiraltu elméletével szemben az Ítélet egy mongol-magyar balítéletről c. cikkében (2009).

### Köztörök
Németh Gyula szerint a hunok nyelve – személynevek, illetve a hun népnév alapján – török, közelebbről köztörök lehetett:
„De talán a legszebb és legvilágosabban beszélő név ezek között Dengizikh neve. Tengiz vagy dengiz törökül tengert és tengerről jövő szelet jelent. (Azonos vele a magyar tenger szó, de a tenger a bolgár-törökségből való, ahol a z helyén r van.) Van ennek a szónak -k képzős alakja is a törökségben, mégpedig a Codex Cumanicusban: tengizich 'déli szél'. Ezzel egyezik Dengizikh neve. Ma is van ázsiai török területen Tenizek személynév és Tengezek helynév, de különösen sok adatunk van arra, hogy maga a tengiz szó mint személynév szerepel.”
„A hunok neve is megmagyarázható a törökből, illetőleg a törökkel rokon nyelvekből. A különféle nyelvű történeti források, melyek e nevet megőrizték, lényegtelen eltérésekkel hun alakot adnak. E név h hangja – amennyiben török névről van szó – csak k-ból keletkezhetett, tehát a hun népnév azonos a kun népnévvel s köznyelvi megfelelői a következők: török kün 'nép', mongol kümün 'ember', szamojéd kum 'ember', zűrjén komi 'zűrjén' stb. Egy 'ember – nép' jelentésű ősrégi szó van itt előttünk, melynek valószínűleg még a latin homo is rokona. Hogy egy 'ember' jelentésű szóból népnév keletkezik, arra sok példánk van; fent is láthatjuk, hogy a zürjéneknél az eredetileg embert jelentő komi szó ma zürjént jelent.”
Németh Gyula szerint a kamon (árpából készült sör) és a medosz (méhsör stb.) szó „indogemán” (indoeurópai) gyökerű. A sztrava kifejezésnek szerinte általánosan elfogadott magyarázata nincsen.

### Magyar
Egyes magyar történészek szerint a hunok ókori és középkori nyelve nagyon hasonlott az ókori és középkori magyarhoz, mivel a magyarok a hunok rokonai.